# Triin Aljand
Triin Aljand (Tallinn, 8 luglio 1985) è una nuotatrice estone, nipote e sorella rispettivamente di Ulvi Voog e Martti Aljand.

## Palmarès
- Europei

Debrecen 2012: argento nei 50m farfalla.
- Europei in vasca corta

Eindhoven 2010: bronzo nei 50m farfalla.
Stettino 2011: argento nei 50m farfalla e bronzo nei 50m sl.
Chartres 2012: argento nei 50m sl.